# Arcidiecéze nassauská
Arcidiecéze Nassau je katolickou bahamskou arcidiecézí.

## Historie a současnost
Dne 21. března 1929 byla vytvořena Apoštolská prefektura Bahamy z území arcidiecéze New York. O dvanáct let později byla povýšena na Apoštolský vikariát Bahamských ostrovů. Roku 1960 byl vikariát povýšen na diecézi Nassau. Dne 10. června 1984 byl z části území diecéze vytvořena Misie sui iuris ostrovů Turks a Caicos. Poté diecézi papež Jan Pavel II. povýšil na Metropolitní arcidiecézi. Arcidiecéze je jedinou katolickou diecézí na Bahamách. Její hlavní chrám je Katedrála Svatého Františka Xaverského. Současným arcibiskupem je Patrick Christopher Pinder. K roku 2004 měla 48 168 věřících, 15 knězů, 14 řeholních knězů, 13 jáhnů, 14 řeholníků, 28 řeholnic a 30 farností.

## Seznam apoštolských prefektů, vikářů, biskupů a arcibiskupů
Apoštolská prefektura Bahamy
- John Bernard Kevenhoerster, O.S.B. (1931-1941)

Apoštolský vikariát Bahamských ostrovů
- John Bernard Kevenhoerster, O.S.B. (1941-1949) - Titulární biskup Camulianský
- Paul Leonard Hagarty, O.S.B. (1950-1960) - Titulární biskup Arbský

Diecézé Nassau
- Paul Leonard Hagarty, O.S.B. (1960-1981)
- Lawrence Aloysius Burke, S.J. (1981-1999)

Arcidiecéze Nassau
- Lawrence Aloysius Burke, S.J. (1999-2004)
- Patrick Christopher Pinder (od 2004)

Pomocní biskupové
- Patrick Christopher Pinder (2003-2004) - Titulární biskup Casæ Calanæ